# The Beach Boys: Good Vibrations Tour
The Beach Boys: Good Vibrations Tour conocido también como The Beach Boys: It's OK es una película musical biográfica de 1976 dirigida por Gary Weis. Originalmente se emitió como un especial de la NBC, la película muestra mettrajes de 1976 de conciertos de The Beach Boys entrelazados con entrevistas y otras imágenes como Carl Wilson volando un avión y Dennis Wilson como juez de un concurso de belleza.
Se editó en DVD en Europa en 2006. Por vender 15.000 copias en Australia fue certificado disco de platino en 2008.

## Lista de canciones
1. Fun, Fun, Fun
2. Be True to Your School
3. I'm Bugged at My Ol' Man
4. God Only Knows
5. I Get Around
6. You Are So Beautiful
7. That Same Song
8. Good Vibrations
9. Sloop John B
10. Surfin' U.S.A.
11. California Girls
12. Help Me, Rhonda
13. It's OK
14. Rock and Roll Music
15. Wouldn't It Be Nice